# وينغ وينغ
وينغ وينغ (بالإنجليزية: Weng Weng) اسمه الحقيقي هو إرنستو ديلا كروز، من مواليد (7 سبتمبر 1957 -
29 أغسطس 1992) هو ممثل سينمائي فلبيني، شارك في عدة أفلام، وأشهرها فيلمي فور يور هايت أونلي وذا إمبوسبل كيد.

## روابط خارجية
- وينغ وينغ على موقع IMDb (الإنجليزية)
- وينغ وينغ على موقع روتن توميتوز (الإنجليزية)
- وينغ وينغ على موقع ألو سيني (الفرنسية)
- وينغ وينغ على موقع أول موفي (الإنجليزية)
- وينغ وينغ على موقع قاعدة بيانات الفيلم (الإنجليزية)
- وينغ وينغ على موقع كينوبويسك (الروسية)